# 川村正太郎
川村 正太郎（かわむら しょうたろう、1968年4月10日 - 
2018年9月16日）は、長野県出身のプロ野球選手（内野手）。

## 来歴・人物
松商学園高時代は、3年次の春のセンバツと夏の選手権と連続で甲子園に出場。
1986年のプロ野球ドラフト会議で日本ハムファイターズから5位指名を受け入団。
一軍出場のないまま、1989年限りで現役引退。
2018年9月16日に死去。50歳没。

## 詳細情報

### 年度別打撃成績
- 一軍公式戦出場なし

### 背番号
- 53（1987年 - 1989年）